# Metzert
Metzert (prononcé /mεtsεʁt/) est un village de la commune belge d'Attert située en Région wallonne dans la province de Luxembourg. Avant la fusion des communes de 1977, il faisait partie de la commune de Tontelange.
Il se situe à cinq kilomètres au nord d'Arlon, chef-lieu de la province, en bordure ouest de la route nationale N4.
Il est très connu pour ses diverses activités : marché de Noël, fancy fair, bal, etc.
Les saints-patrons de l'église sont saints Côme et Damien.

## Histoire
Au cours de la Seconde Guerre mondiale, le 10 mai 1940, jour du déclenchement de la campagne des 18 jours, Metzert est pris par les Allemands du Schützen-Regiment 69 (10e Panzerdivision).

## Monument de la «Côte-rouge»
Le monument aux morts du lieu-dit « La Côte-rouge » commémore les hommes fusillés par la Gestapo le 1er septembre 1944.

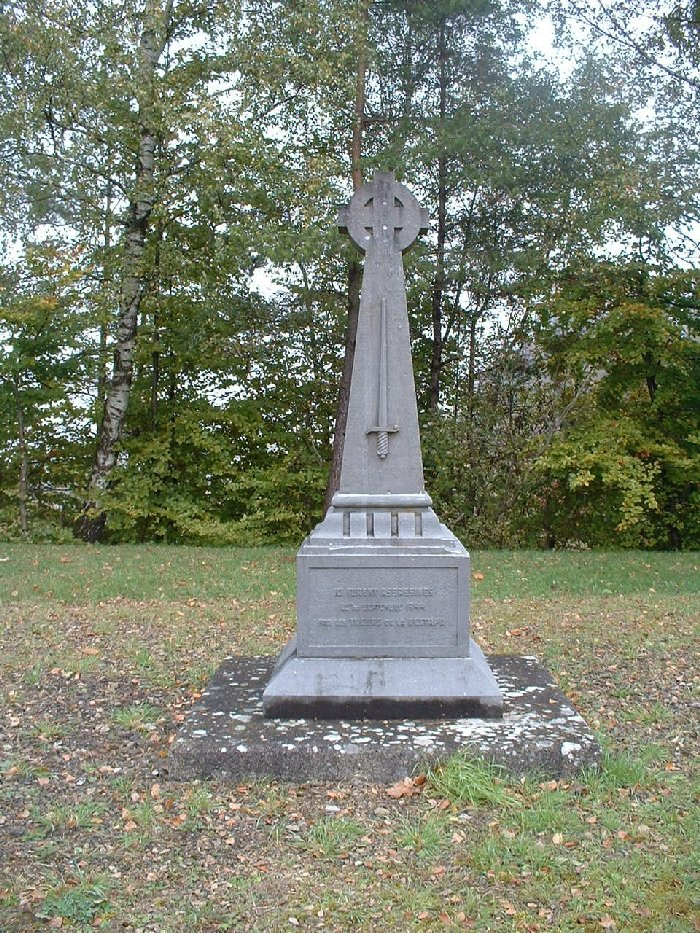
Le monument de la Côte-rouge